# Lebetus
Lebetus  é um género de peixe da família Gobiidae e da ordem Perciformes.

## Espécies
- Lebetus guilleti (Le Danois, 1913)[3]
- Lebetus scorpioides (Collett, 1874)[4][5][6][7][8][9][10][11]